# Chō Isamu

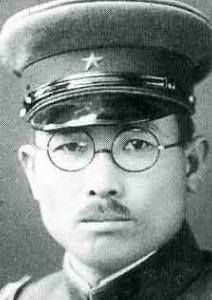
Generalleutnant Chō Isamu

Chō Isamu (jap. 長 勇; * 19. Januar 1885 in der Präfektur Fukuoka; † 22. Juni 1945 auf Okinawa) war ein Generalleutnant der Kaiserlich Japanischen Armee der für seine ultranationalistische Einstellung bekannt war. Er war an mehreren gescheiterten Putschversuchen im Vorfeld des Zweiten Weltkrieges beteiligt und gilt unter manchen Historikern als der Auslöser des Massaker von Nanking.

## Leben
Chō schloss die Kaiserlich Japanische Heeresakademie 1916 und die Kaiserlich Japanische Heereshochschule 1928 ab.
Nach seinem Abschluss wurde Chō bald ins Ausland verlegt und diente erstmals in der Kwantung-Armee in der nordostchinesischen Mandschurei. Er begann bald damit, sich politisch stark zu engagieren und war innerhalb der Armee als Agitator bekannt. Er war sowohl, teils direkt, teils indirekt, am März-Zwischenfall als auch am Oktober-Zwischenfall beteiligt. Im September 1930 gründete er mit einigen anderen Offizieren die Geheimgesellschaft Sakurakai, deren Ziel es war, das demokratische System Japans zu dieser Zeit zu beseitigen und durch ein staatssozialistisches Regime zu ersetzen, welches in den Augen der Mitglieder als einziges in der Lage wäre, die weit verbreitete Korruption und andere Missstände der japanischen Gesellschaft zu beseitigen.
Zu Beginn des Zweiten Chinesisch-Japanischen Krieges wurde Chō zum Befehlshaber des 74. Infanterieregiments der Shanghai-Expeditionsarmee, welche zur Regionalarmee Zentralchina gehörte. Während der Schlacht um Nanking war Chō persönlicher Adjutant des Oberbefehlshabers Prinz Asaka Yasuhiko. Nach der Eroberung der Stadt gab Chō den Befehl an die Truppen, alle Gefangenen zu töten. Dieser Befehl gilt als Auslöser des folgenden Massakers von Nanking. Es ist unter Historikern umstritten, ob Chō nur einen Befehl Prinz Asakas weiterleitete, den Befehl mit dessen Wissen und Billigung selber ausgab oder komplett über seinen Vorgesetzten hinweg handelte. Jedoch tat Prinz Asaka nichts, um das Massaker zu stoppen, obwohl er davon wusste.
Der Grund für das Geben eines solchen Befehls kann in einer Note des Tennō Hirohito vom 5. August 1937 zu finden sein, in welcher er die Armee auffordert, bei der Behandlung chinesischer Gefangener die Fesseln des Internationalen Rechts abzulegen.
Während seiner Zeit als Befehlshaber der 23. Division im japanischen Marionettenstaat Mandschukuo provozierte Chō mehrmals Grenzzwischenfälle mit Truppen der Sowjetunion. Nach einer kurzen Zwischenphase, in der er im Hauptquartier der japanischen Taiwan-Armee diente, wurde er von 1940 bis 1941 Stabschef der Indochina-Expeditionsarmee, welche nach der Niederlage Frankreichs im Westfeldzug Französisch-Indochina besetzte.
1941 diente er als Vizechef der Einheit 82 im Heeresministerium, welche zur militärischen Spionage gehörte. Dabei nahm er an der Planung der Invasion Südostasiens teil. Von 1941 bis 1942 diente er als Beobachter in der Südarmee, welche vom besetzten Indochina aus nach Südostasien vorstieß. Er war außerdem Kontaktoffizier zwischen der Armeegruppe und der auf den besetzten Philippinen stationierten 14. Regionalarmee.
Von 1942 bis 1944 war Chō wieder in Mandschukuo stationiert, wo er die 10. Division befehligte. Nach seiner Beförderung zum Generalleutnant 1944 diente er im Hauptquartier der Kwantung-Armee und später als Befehlshaber der 1. Mobilen Brigade.
Im Jahr 1945 wurde er Befehlshaber der auf Okinawa stationierten 32. Armee und führte diese in die Schlacht um Okinawa. Obwohl er eine aggressive Offensivtaktik zur Abwehr der amerikanischen Invasion der Insel gegenüber einer passiven Hinhaltetaktik bevorzugte, ist er der Verantwortliche für die massiven Befestigungen und Höhlensysteme um die Burg Shuri-jō. Am 5. Mai 1945 überredete er General Ushijima Mitsuru dazu, eine Gegenoffensive zu starten, deren Scheitern die Verteidiger Okinawas entscheidend schwächte. Am 22. Juni 1945 beging Chō Seppuku um sich nicht den amerikanischen Truppen ergeben zu müssen.